# Stomphastis rorkei
Stomphastis rorkei là một loài bướm đêm thuộc họ Gracillariidae. Nó được tìm thấy ở Nam Phi, Namibia và Zimbabwe.
Ấu trùng ăn Croton gratissimus. Chúng ăn lá nơi chúng làm tổ.